# Sojuz 16
Sojuz 16 byl testovací let s dvoučlennou posádkou v rámci programu Sojuz, který sloužil na přípravu spojení americké a sovětské kosmické lodě pro misi Sojuz-Apollo.

## Posádka
- Anatolij Filipčenko (2), velitel lodě
- Nikolaj Rukavišnikov (2), palubní inženýr

(v závorkách je uveden dosavadní počet letů do vesmíru včetně této mise)

### Záložní posádka
- Vladimir Džanibekov,
- Boris Andrejev

## Start
Sojuz 16 pomocí stejnojmenné rakety odstartoval z kosmodromu Bajkonur 2. prosince 1974 se dvěma kosmonauty na palubě. Loď byla navedena na dráhu uvažovanou pro pozdější let Sojuzu k Apollu při spojení na oběžné dráze, tedy zhruba 224 km nad Zemí.

## Průběh letu
Kosmonauti Anatolij Filipčenko a Nikolaj Rukavišnikov vyhodnocovali modifikovanou kosmickou loď Sojuz a nově zkontrolovaný spojovací mechanismus (stykovací prstenec-iluminátor), který dovoloval spojení nekompatibilních kosmických lodí. Dalšími změnami bylo např. snížení atmosférického tlaku, zvýšení obsahu kyslíku, vně byl instalován optický terč usnadňující přibližovací manévr. Mimo těchto příprav bylo prováděno snímkování vybraných území.
Kromě toho šestidenní let otestoval spolupráci sovětského a amerického pozemního řídícího střediska a uspokojil oficiální americká místa ohledně bezpečnosti lodí Sojuz. Mise se uskutečnila přesně podle plánu a zástupci administrativy Sovětského svazu a USA vyjádřili spokojenost se spoluprací posádky a pozemních středisek.

## Závěr letu
S pomocí raketového motoru se loď zbrzdila a začala přistávat. Odpojila se kabina s kosmonauty a na padáku přistála 300 km na sever od města Džezkazganu. Kosmonauti se po přistání cítili dobře, všechny nové systémy pracovaly normálně..